# Nenenia thoracica
Nenenia thoracica là một loài bọ cánh cứng trong họ Cerambycidae.